# Sacy-le-Petit
 Sacy-le-Petit  es una población y comuna francesa, en la región de Picardía, departamento de Oise, en el distrito de Clermont y cantón de Liancourt.

## Demografía
| 273 | 270 | 310 | 412 | 484 | 562 |
| Para los censos de 1962 a 1999 la población legal corresponde a la población sin duplicidades (Fuente: INSEE [Consultar]) |     |     |     |     |     |